# Сез, Раймонд де
Раймонд де Сез (фр. Raymond de Sèze; 26 сентября 1748, Бордо — 2 мая 1828, Париж) — известный французский адвокат, граф. Один из адвокатов на суде над Людовиком XVI.

## Биография и деятельность
Родился в Бордо в семье адвоката Жана де Сез (фр. Jean de Sèze) и Марты дю Бержье (фр. Marthe du Bergier). У него был брат Поль-Виктор де Сез (фр.), учёный-медик.
Был советником Марии-Антуанетты в процессе об ожерелье и одним из трёх защитников Людовика XVI перед Национальным конвентом; его защитительная речь считается образцовой.
Во время террора подвергся заключению, но 9 термидора возвратило ему свободу. Людовик XVIII назначил его в 1814 году председателем кассационного суда. Во время Ста дней де Сез последовал за королевским двором; после второй реставрации он получил графский титул и звание пэра Франции.